# Batalha de Anglo
A Batalha de Anglo ocorreu em 543, durante a invasão bizantina da província da Armênia do Império Sassânida na fase inicial da Guerra Lázica. Depois de receber informações sobre uma rebelião na Pérsia e uma epidemia no principal exército persa, os exércitos bizantinos no Oriente, sob as ordens do imperador Justiniano I, iniciaram uma invasão apressada da Armênia. As forças persas em menor número na região realizaram com sucesso uma emboscada meticulosa em Anglo, derrotando decisivamente a campanha bizantina.

## Antecedentes
O xainxá Cosroes I (r. 531–579) iniciou uma invasão de Comagena em 542, mas recuou para Azerbaijão e parou em Adur Gusnaspe, com a intenção de iniciar uma campanha contra a Armênia bizantina. Os bizantinos abordaram Cosroes para iniciar as negociações, mas no meio disso receberam informações sobre a epidemia da chamada Praga de Justiniano nas forças persas e uma rebelião na Pérsia pelo príncipe Anasozado. Vendo isso como uma oportunidade, o imperador Justiniano I ordenou que todas as forças bizantinas no leste iniciassem uma invasão da Armênia persa.

## Invasão bizantina
Martinho era o recém-nomeado mestre dos soldados do Oriente na época, mas de acordo com fontes primárias não tinha muita autoridade sobre outros generais. A força de invasão bizantina, que somava 30 mil soldados no total, foi inicialmente dispersa: Martinho, Ildígero e Teoctisto fizeram acampamento em Citarizo, onde uniram-se pouco depois com Pedro e Adólio; Isaque já estava lá e Filemudo e Vero acamparam em Corzianena, não muito longe. Por sua vez, Valeriano, o mestre dos soldados da Armênia, estacionou perto de Teodosiópolis e juntou-se a Narses. A invasão começou em desordem, com Pedro invadindo primeiro por conta própria, seguido de Filemudo e Vero e então Martinho e Valeriano; eles uniram forças com os demais dentro do território persa. O exército avançou em direção de Dúbio sem pausar para roubar ou saquear no caminho. Paralelamente, Domencíolo, Justo, João, João, o Glutão e Perânio partiram à fortaleza de Fiso, próxima de Martirópolis, e depois à fronteira persa; no mesmo ano invadiram Taraunitis e retornaram.
As forças sassânidas na Armênia somavam 4 mil soldados e estavam sob o comando de Nabedes. Se concentraram na aldeia montanhosa de Anglo, na antiga província de Airarate, e se prepararam em posição defensiva para uma emboscada. Bloquearam as entradas da vila, cavando trincheiras e montando emboscadas nas casas fora da fortaleza, enquanto organizavam o exército abaixo. De acordo com Procópio, os generais bizantinos eram desunidos e as tropas imperiais avançaram para o terreno acidentado de Anglo e rapidamente formaram uma linha quando souberam da presença persa: Martinho tomou o centro, Pedro a direita e Valeriano (provavelmente acompanhado por Narses) a esquerda.
Narses e suas tropas foram as primeiros a lutar. Aparentemente, parte do exército persa foi derrotado, e a cavalaria persa fingiu recuar em direção à fortaleza. Foram perseguidos pelos hérulos e cursores de Narses. Os persas, incluindo seus arqueiros, então lançaram sua emboscada dos edifícios fora da fortaleza, derrotando facilmente os hérulos levemente blindado, enquanto seu comandante Narses foi mortalmente atingido no templo em combate corpo a corpo. Um contra-ataque geral persa resultou na derrota dos bizantinos. Os persas não os perseguiram além do terreno acidentado por medo de uma emboscada. Adólio estava entre os mortos na retirada.

## Análise
A única fonte que descreve a batalha é o historiador Procópio, cujo relato é especialmente crítico do desempenho do exército bizantino na campanha. Sua visão, porém, é suavizada pelos historiadores modernos. As tropas imperiais são avaliadas como inadequadas para o tipo de combate que enfrentaram se considerado quais soldados foram recrutados. Para J. B. Bury, Procópio (que foi companheiro do general Belisário) exagerou a incompetência dos generais bizantinos nesta campanha e a gravidade de sua derrota. Petersen também considera aspectos da descrição da batalha - incluindo a alegada má-organização e liderança das tropas, a marcha desordenada dos soldados e problemas com o terreno - como uma descrição distorcida do que, na verdade, eram intencionais estratégicas e táticas militares. Por sua vez, Anglo é um exemplo menos comum de fortificação defensiva em que o assentamento fica fora das estruturas defensivas.